# Mark Allen (snooker)
Mark Allen, severnoirski igralec snookerja, * 22. februar 1986, Antrim, Antrim, Severna Irska.
Allen je leta 2004 osvojil Svetovno amatersko prvenstvo, profesionalec je postal v sezoni 2005/06. V sezoni 2009/10 zaseda na svetovni jakostni lestvici 11. mesto.
Doslej se je trikrat uvrstil v polfinale jakostnih turnirjev, kar so tudi njegovi najboljši dosežki kariere. To mu je uspelo na turnirjih Northern Ireland Trophy 2007, Prvenstvu Bahrajna 2008 in Svetovnem prvenstvu 2009. Junija 2009 je osvojil svoj prvi poklicni turnir, ko je slavil na nejakostnem povabilnem turnirju Jiangsu Classic. 
Allen je levičar, njegov najvišji niz znaša 146 točk, dosegel ga je v kvalifikacijah turnirja UK Championship 2007. Njegov stil igranja je zelo ustvarjalen in nagnjen k ustvarjanju visokih nizov. Od ostalih igralcev se malce razlikuje po tem, da redko razbije kup rdečih krogel zgodaj v framu in raje najprej pospravi proste rdeče krogle, da si tako hitro zagotovi vodstvo.

## Kariera
Med poklicne igralce se je podal v sezoni 2005/06, ko je bila za njim odlična amaterska kariera. Osvojil je namreč Prvenstvo Severne Irske do 19 let in Evropsko prvenstvo 2004 v Avstriji, na katerem je v finalu premagal Maltežana Alexa Borga. Temu je dodal še zmagi na IBSF Svetovnem amaterskem prvenstvu (v finalu je porazil Steva Mifsuda z 11-6) in Svetovnem prvenstvu do 19 let, obe lovoriki je osvojil leta 2005.  Istega leta je zmagal tudi na Evropskem prvenstvu do 19 let, v finalu je izločil Chrisa Norburyja s 6-5.  Pred tem je osvojil še dva naslova prvaka Severne Irske (do 16 in do 14 let). Allenovo zgodnjo kariero sta v največji meri sponzorirala njegova starša, saj sta prodala hišo, da bi sinu omogočila nadaljnjo kariero. Na samem začetku ga je poleg staršev finančno podprla tudi Narodna loterija. 
V krstni sezoni 2005/06 se je Allenu uspelo prebiti v dve osmini finala jakostnih turnirjev – UK Championshipa in Welsh Opena. Na UK Championshipu je v osmina finala izgubil proti Stevu Davisu s 7-9, na Welsh Openu pa proti Shaunu Murphyju z 2-5, čeprav je že vodil z 2-0. V sezoni 2005/06 se je Allenu uspelo uvrstiti še v zadnji krog kvalifikacij za Svetovno prvenstvo. Po zmagah nad Adamom Daviesom (10-7), Justinom Astleyem (10-3) in Patrickom Wallacom (10-6) ga je nato izločil Andy Hicks z 10-7. Allen je proti Hicksu sicer vodil že s 7-4.    
Allenu se je odprlo tudi na domačem turnirju Northern Ireland Trophy, ki v sezoni 2005/06 še ni štel za jakostno lestvico. Na turnir se je sicer uvrstil s pomočjo wildcard vstopnice, a je nato svoje mesto na turnirju upravičil, tako da je premagal najprej Steva Davisa (4-0), nato pa še Johna Higginsa (4-1). V četrtfinalu ga je izločil Stephen Hendry s 5-1. 
Naslednja sezona se je izkazala za še uspešnejšo, saj se je marca 2007 kvalificiral za Svetovno prvenstvo. Tam je nanizal tri zaporedne zmage, nad Leejem Spickom (10-5), Rodom Lawlerjem (10-5) in Robertom Milkinsom (10-4). Na glavnem turnirju je v prvem krogu šokiral svetovnega prvaka iz leta 1997 Kena Dohertyja in zmagal z 10-7.  V drugem krogu je Allena odpravil Matthew Stevens s 13-9. Allen si je s tem zagotovil mesto med najboljšo dvaintrideseterico na svetovni jakostni lestvici, zasedel je 29. mesto. 
Na Grand Prixu 2007 je Allen povzročil manjši škandal med dvobojem proti Kenu Dohertyju. Ker je bil Allen nezadovoljen s črno žogo, ki se ni vrnila na želeno mesto, je Allen udaril po robu mize s pestjo. Sodnik mu je povedal, da ga bo opozoril, če to stori še enkrat. Allen ni prejel opozorila in na koncu dvoboj dobil s 4-3. Doherty je napadel Allena z besedami: »On je bil sramoten. Za dokaj mladega igralca med profesionalci ima resen problem z odnosom do igre.« Allen je kasneje komentiral: »Bila je izključno moja krivda. Če bodo sledile sankcije, potem bodi tako.«  Allenu se nato ni uspelo prebiti v končnico turnirja, v skupini F je zasedel tretje mesto, medtem ko je Doherty zasedel šele peto mesto v skupini.     
Na domačem turnirju Northern Ireland Trophy 2007 je nato Allen dosegel velik uspeh, saj se je ob podpori občinstva uvrstil v polfinale. Za to je potreboval zmage nad Rodom Lawlerjem (5-1), Graemom Dottom (5-3), Ryanom Dayem (5-3) in Gerardom Greenom (5-3). V polfinalu ga je odpravil Fergal O'Brien s 6-3.  Na UK Championshipu 2007 je Allenu uspel velikanski podvig, saj se je prebil v četrtfinale po zmagi nad otroškim vzornikom Stephenom Hendryjem z 9-4. V drugem krogu je bil od njega boljši Mark Williams z 9-5. Tudi proti Williamsu se je Allen dobro boril, dvoboj je odprl z dvema nizoma vsaj 100 točk v prvih treh framih in si kmalu nagrabil vodstvo 5-1. Williams pa se je vrnil in zmagal z 9-5.     
Na China Openu se je Allen po zmagah nad Neilom Robertsonom (5-2) in Allisterjem Carterjem (5-3) uvrstil v četrtfinale, kjer je nato izpadel proti Shaunu Murphyju, izid je bil 3-5. Na Svetovnem prvenstvu 2008 je Allen izpadel že v prvem krogu, izločil ga je Stephen Hendry z 10-9. Ta dvoboj bi se lahko drugače obrnil, saj je Allen vodil že s 6-3 in 9-7. Kljub porazu v prvem krogu Svetovnega prvenstva pa si je Allen zagotovil mesto med elitno šestnajsterico svetovne jakostne lestvice za sezono 2008/09. Za to se lahko zahvali ostalim tekmecem za mesto v šestnajsterici, ki so prav tako vsi izpadli v prvem krogu – Matthewu Stevensu, Kenu Dohertyju in Jamieju Copeu.
V sezoni 2008/09 se je Allenu uspelo uvrstiti v četrtfinale Northern Ireland Trophyja. Do četrtfinala je premagal Dominica Dala (5-4) in Marka Williamsa (5-3), zanj usoden pa je bil Allister Carter s 5-2.
Allen je napravil izjemen dosežek na Svetovnem prvenstvu 2009, na katerem je v osmini finala senzacionalno prebil obrambo Ronnieja O'Sullivana in slavil uvrstitev v četrtfinale z izidom 13-11.  Z istim izidom je izločil še Ryana Daya in se prvič v karieri prebil v polfinale Svetovnega prvenstva, kjer je klonil proti kasnejšemu prvaku Johnu Higginsu. Higgins si je hitro nagrabil vodstvo s 13-3, kar pa Allenu ni preprečilo, da bi se s silovitim finišem vsaj približal tekmecu na častno razliko, končni izid je bil 13-17. 
Kmalu po prvenstvu je nastopil na nejakostnem povabilnem turnirju Jiangsu Classic in si priboril svojo prvo poklicno zmago, v finalu je namreč z izidom 6-0 odpravil Dinga Junhuija. 

## Osebno življenje
Allen je poročen s številko 1 na svetovni jakostni lestvici ženskih igralk Reanno Evans, za katero pravi, da ga je premagala le enkrat med vajo. Maja 2006 se jima je rodila hčerka Lauren.  
Allen je zmago na IBSF Svetovnem amaterskem prvenstvu posvetil svojim staršem, ki so nekaj let prej prodali hišo, da bi mu pomagali pri njegovi karieri. 
Allen je odraščal v Antrimu, kjer je obiskoval srednjo klasično šolo v Antrimu. 
Allen je priložnostni golfist in privrženec nogometnega kluba Manchester United. 
Allen podobno kot nekateri ostali igralci, npr. Mark Williams in Steve Davis, trpi za barvno slepoto, zaradi katere ima občasno težave pri prepoznavanju rjave krogle, še posebej če se nahaja v bližini rdečih krogel. 

## Osvojeni turnirji

### Nejakostni turnirji
- Jiangsu Classic - 2009

### Amaterski turnirji
- IBSF svetovno amatersko prvenstvo - 2004
- EBSA evropsko prvenstvo - 2004
- EBSA evropsko prvenstvo do 19 let - 2005